# Alcoletge
Alcoletge ist eine katalanische Gemeinde (Municipio) mit 3.594 Einwohnern (Stand: 2024) in der Provinz Lleida im Nordosten Spaniens. Sie ist Teil der Comarca Segrià.

## Geographie
Alcoletge liegt etwa sechs Kilometer nordöstlich vom Stadtzentrum von Lleida in einer Höhe von ca. 215 m. Der Segre begrenzt die Gemeinde im Nordwesten. Durch die Gemeinde führt die Autovía A-2. 

## Geschichte
1118 wird die Siedlung erstmals urkundlich erwähnt.

## Einwohnerentwicklung
| 1900 | 1930 | 1950 | 1970 | 1981 | 1991 | 2001 | 2011 | 2021 |
| ---- | ---- | ---- | ---- | ---- | ---- | ---- | ---- | ---- |
| 898  | 953  | 978  | 1315 | 1365 | 1517 | 1846 | 3015 | 3492 |

## Sehenswürdigkeiten
- neoklassizistische Michaeliskirche, im 18. Jahrhundert errichtet

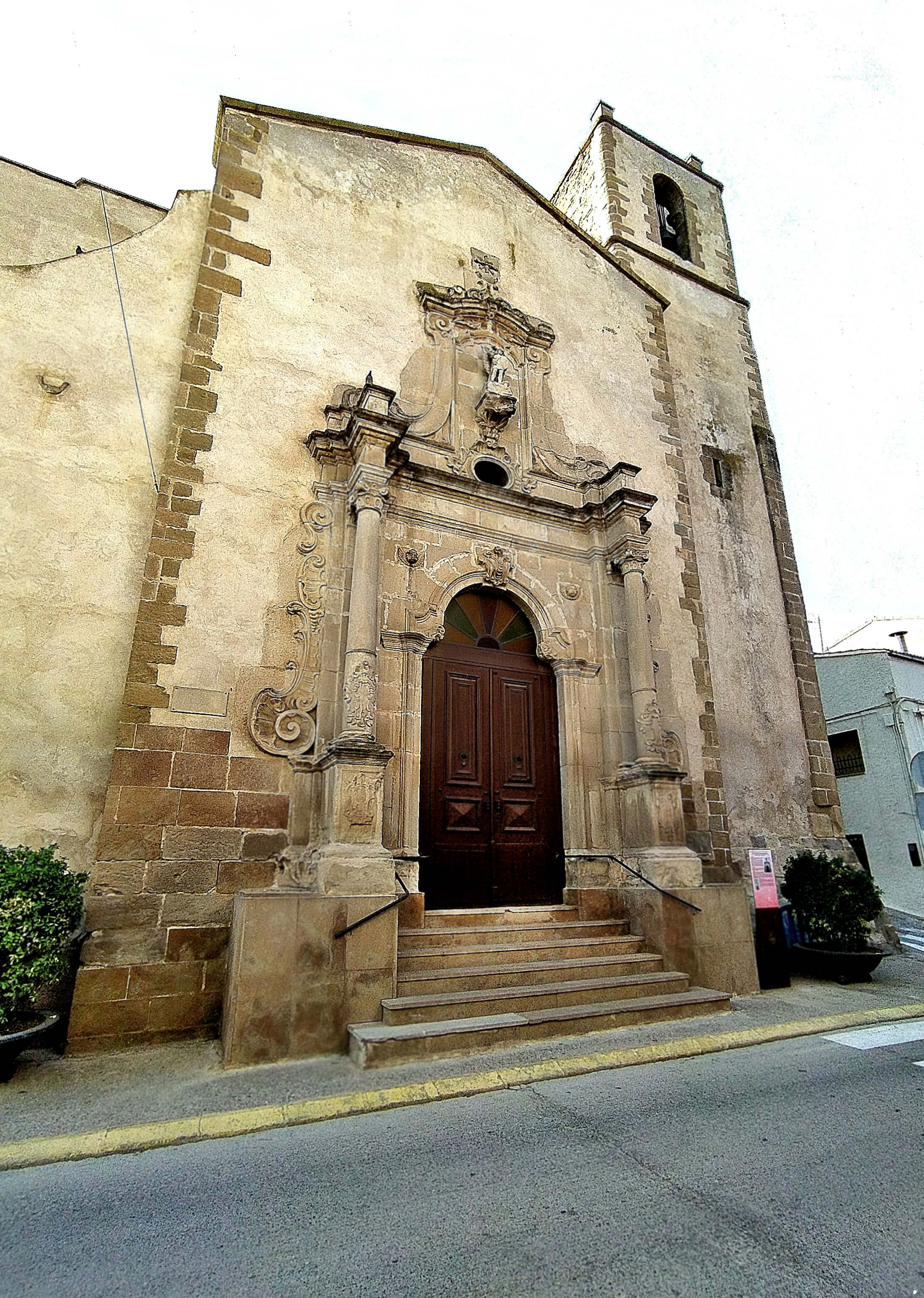
Michaeliskirche